# Центр українських канадських студій
Центр українських канадських студій (англ. Centre for Ukrainian Canadian Studies (CUCS)) — науковий центр при університеті Манітоби, присвячений вивченню україноканадців у Колегії святого Андрея. Центр засновано в 1981 році у Вінніпезі. CUCS пропонує студентам міждисциплінарні курси та програми, пов'язані з мовою, культурою й літературою українців Канади.